# Radio (czasopismo)
Radio (ros. Радиo) – rosyjski (wcześniej radziecki) miesięcznik o tematyce elektronicznej, kierowany głównie do elektroników - amatorów, wydawany od 1924 roku pod tytułem Радиолюбитель (ros. Radioamator), a pod obecnym tytułem od 1946 roku. Czasopismo w okresie PRL-u było dostępne także w punktach sprzedaży prasy w Polsce.

## Zawartość pisma
- Elektrotechnika
- Odbiór radiowy
- Pomiary
- Komputery
- Technika mikroprocesorowa
- Urządzenia zasilające
- Dla radioamatora - konstruktora
- Elektronika stosowana
- Elektronika za kierownicą
- Dane techniczne
- "Radio" - dla początkujących
- "Radio" o łączności radiowej (krótkofalarstwo)
- Nasza konsultacja
- Tablica ogłoszeń